# Broedkamer

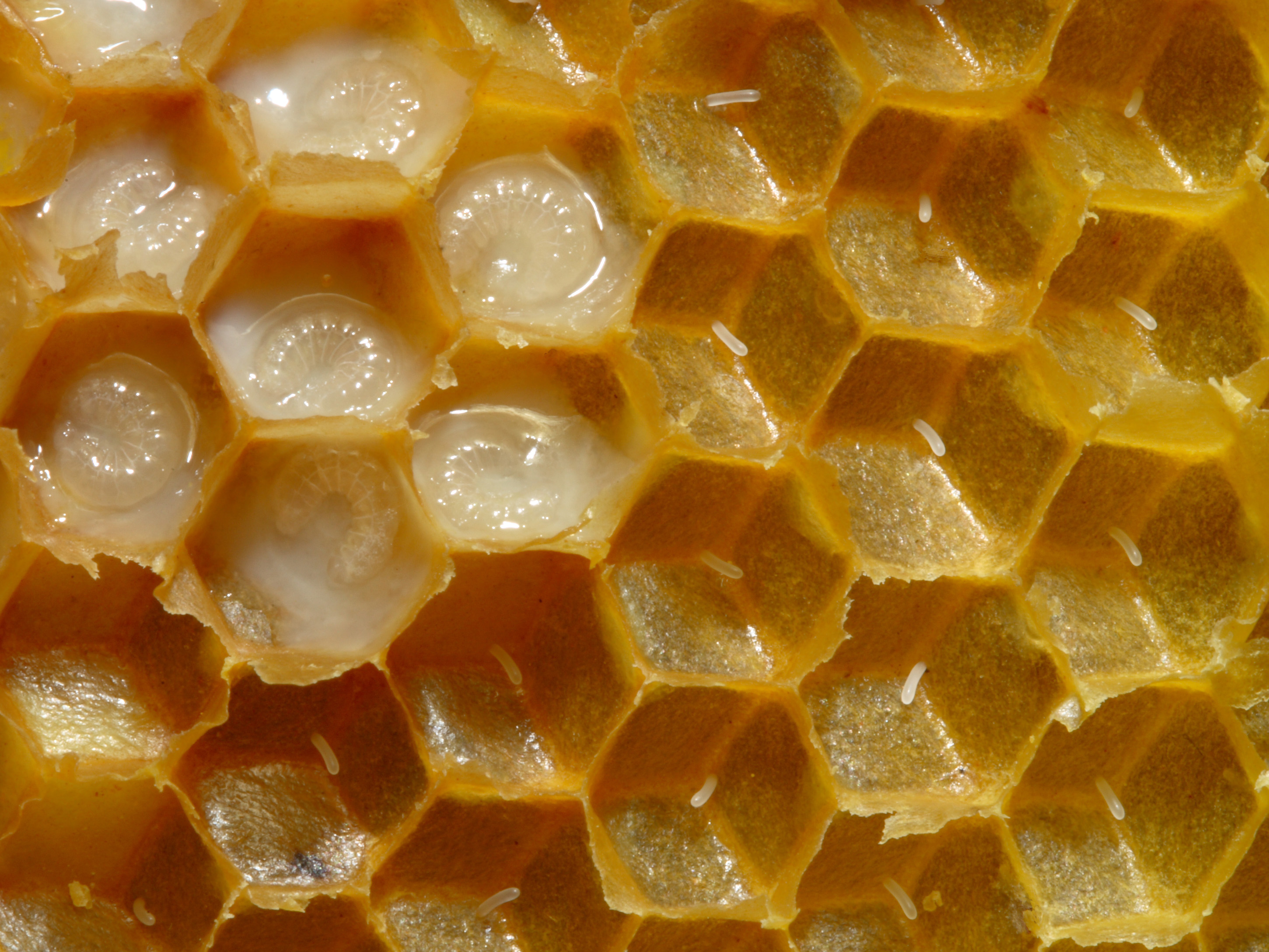
Broedkamer in bijennest

Een broedkamer is de ruimte in een bijenkast of bijenkorf waar de bijenkoningin haar eitjes legt. De honingbij plaatst dit broednest liefst dicht bij de vliegopening: Bij stapelkasten onderaan, lengtekasten vooraan.